# Omens (Album)
Omens ist das zehnte Studioalbum der US-amerikanischen Metalband Lamb of God. Es erschien am 7. Oktober 2022 in Europa über Nuclear Blast und in Nordamerika über Epic Records.

## Entstehung
Nach der Veröffentlichung des Vorgängeralbums Lamb of God am 19. Juni 2020 wollte die Band eine Co-Headlinertournee durch Nordamerika mit Megadeth und den Vorgruppen In Flames und Trivium spielen. Diese musste jedoch wegen der COVID-19-Pandemie abgesagt werden. Sänger Randy Blythe erklärte, dass es eine ziemlich bizarre Situation gewesen ist. Das Album wäre „gut angekommen“, aber die Musiker hätten „nur zu Hause rumgesessen“. Insofern wäre Omens ein „ungeplantes Album“. Die Musiker beschlossen daraufhin, ein neues Album anzugehen. Dabei hätten sie laut Randy Blythe „nicht viel nachgedacht, so wie es eine jüngere Band tun würde“. Die Ideen für neue Lieder wären schnell zusammengestellt worden.
Aufgenommen wurde das Album in den Henson Recording Studios in Los Angeles. Produzent war erneut Josh Wilbur, der bereits für die vier Vorgängeralben verantwortlich war. Auf Vorschlag von Josh Wilbur wurde Omens live aufgenommen, was Randy Blythe für eine „coole Idee“ hielt. Bassist John Campbell bezeichnete die neue Aufnahmeprozedur als „großartige Erfahrung“, zumal die Musiker auf Anhieb noch Änderungen vornehmen konnten. Nur gelegentlich wurden die Aufnahmen noch nachträglich bearbeitet. Für die Lieder Nevermore, Omens und Ditch wurden Musikvideos veröffentlicht.

## Hintergrund
Laut Sänger Randy Blythe ist Omens eine „extrem angepisste und gleichzeitig sehr verzweifelte“ Platte. Der Welt würde es nicht gut gehen und er versuchte, „alles niederzuschreiben und trotzdem etwas Positivität mit einzubringen, was allerdings total schwierig gewesen wäre“. Die Menschen müssten „auf Dinge achten, die im Leben oder der Gesellschaft passieren, besonders, wenn sie negativ sind“. Die Menschen sollten „daraus lernen, tun es aber nicht“.
Das Lied Nevermore wurde nach dem wiederkehrenden Worten des Raben in Edgar Allan Poes Gedicht Der Rabe benannt. Das Lied ist laut Randy Blythe eine Art Karte von Richmond, der Heimatstadt der Band, und seiner Geschichte. Es geht in dem Lied um die Menschen, die die Stadt gebaut haben, welche Sklaven waren. Der Text enthält zahlreiche Referenzen an Edgar Allan Poe und seinem Bezug zu Richmond. Unter anderem wird das Grab von Poes Mutter Elizabeth Arnold Poe auf dem Friedhof der St. John’s Episcopal Church erwähnt. Der Text zeigt den Niedergang einer Nation, ruft die rassistische Vergangenheit der USA wach und malt ein lebendiges Bild einer apokalyptischen Gegenwart.

## Rezeption

### Rezensionen
Ronny Bittner vom deutschen Magazin Rock Hard schrieb, dass Omens die pulsierende Energie eines Lamb of God-Liveauftritts so gut wie kein vorheriges Werk einzufangen vermag. Insbesondere Schlagzeuger Art Cruz würde frische Akzente setzen. Bittner vergab 8,5 von zehn Punkten. Stefan Reuter vom deutschen Magazin Visions hält es für „erschreckend, wie zuverlässig Lamb of God hochqualitativen Groove Metal auf die Menschheit loslassen“. Ihr „neuester Streich“ würde vor allem „wegen der hohen Hit-Dichte überzeugen“, wofür Reuter neun von zwölf Punkten vergab. Jannik Kleemann vom Onlinemagazin Metal.de schrieb, dass Omens seine Sache dann gut macht, „wenn es in Gefilde ausbricht, die so nicht erwartet worden wären“. Da allerdings „ein großer Hit wie der Bandklassiker „Redneck“ hier nicht reproduziert werden kann“, vergab Kleemann sieben von zehn Punkten.

### Chartplatzierungen
| ChartsChartplatzierungen       | Höchstplatzierung | Wochen |
| ------------------------------ | ----------------- | ------ |
| Deutschland (GfK)              | 21 (1 Wo.)        | 1      |
| Österreich (Ö3)                | 16 (1 Wo.)        | 1      |
| Schweiz (IFPI)                 | 14 (2 Wo.)        | 2      |
| Vereinigtes Königreich (OCC)   | 34 (1 Wo.)        | 1      |
| Vereinigte Staaten (Billboard) | 15 (1 Wo.)        | 1      |

### Bestenlisten
| Publikation     | Liste                                     | Werk      | Platz    |
| --------------- | ----------------------------------------- | --------- | -------- |
| Consequence     | Top 50 Albums of 2022                     | Omens     | 31       |
| Consequence     | Top 30 Metal and Hard Rock Albums of 2022 | Omens     | 4        |
| Kerrang         | The 50 best albums of 2022                | Omens     | 40       |
| Loudwire        | The 50 Best Rock + Metal Albums of 2022 1 | Omens     | J [ 12 ] |
| Loudwire        | The 50 Best Rock + Metal Songs of 2022 1  | Nevermore | J [ 13 ] |
| Metal Hammer UK | Albums of 2022                            | Omens     | 34       |
| Metal Injection | Top 20 Albums of 2022 2                   | Omens     | J [ 15 ] |
| Revolver        | 25 Best Albums of 2022                    | Omens     | 3        |
| Rolling Stone   | The 15 Best Metal Albums of 2022          | Omens     | 12       |

## Tourneen

### The Omens Tour
Am 6. Juni 2022 kündigten Lamb of God die The Omens Tour durch Nordamerika an. Hierbei handelt es sich um eine Co-Headlinertournee mit der Metalcore-Band Killswitch Engage. Die Tour begann am 9. September 2022 in New York City und endet am 20. Oktober 2022 in Irving. Die Tour führte die Band durch 28 Städte in den Vereinigten Staaten und Kanada. Als Vorgruppen treten die US-amerikanischen Bands Baroness, Suicide Silence, Motionless in White, Fit for an Autopsy und Animals as Leaders sowie die kanadische Band Spiritbox auf. Bei dem Konzert in Vancouver am 9. Oktober 2022 wurde Lamb of Gods Gitarrist Willie Adler durch Phil Demmel (Vio-lence, ex-Machine Head) ersetzt. Demmel hatte bereits im Sommer 2022 Adler bei rund einem Dutzend Auftritten in Europa vertreten.
Laut Sänger Randy Blythe wären seine Band und Killswitch Engage vor zwei Dekaden „ein Teil einer neuen Welle des amerikanischen Heavy Metal“ gewesen. Die Szene wäre „von einem kleinen, lose verbundenen Netzwerk von Underground-Konzerten in Kellern und Lagerhallen in ein globales Phänomen gewachsen, dass half, eine ganze Generation des modernen Heavy Metal zu definieren“. Die Omens-Tour „zelebriert das Durchhaltevermögen und die Relevanz der Bewegung“. Gegenüber dem deutschen Magazin Metal Hammer ergänzte Blythe, dass Lamb of God vor zwei Dekaden zum ersten Mal mit Killswitch Engage auf Tournee gewesen wären und das beide Bands seitdem „gut miteinander befreundet“ wären. An besondere an der Tournee wäre, dass sich die Vorbands stetig abwechseln, was „alles frisch und interessant halten wird“.